# Akihito
Thượng Hoàng Akihito (Nhật: 上皇 明仁 (Thượng hoàng Minh Nhân) Hepburn: Jōkō Akihito, sinh ngày 23 tháng 12 năm 1933 (năm Chiêu Hòa thứ 8, tại Tokyo)) là Thái thượng Thiên hoàng của Nhật Bản. Ông là vị Thiên hoàng thứ 125 theo Danh sách Thiên hoàng truyền thống, lên ngôi từ năm 1989 (năm Chiêu Hòa thứ 64) và là Thiên hoàng của Thời kỳ Bình Thành (Heisei). Ông từng là vị quân chủ có thời gian trị vì lâu thứ 21 trên thế giới tính đến thời điểm nhường ngôi. Ông thoái vị vào ngày 30 tháng 4 năm 2019 theo quyết định của Hội đồng Hoàng thất Nhật Bản, và người kế vị là Thiên Hoàng Naruhito vào ngày 1 tháng 5, đánh dấu sự kết thúc của Thời kỳ Bình Thành và bắt đầu Thời kỳ Lệnh Hòa (Reiwa) của Nhật Bản. Ông là Thiên hoàng đầu tiên trong vòng 200 năm qua thoái vị khi đang tại thế. Lễ thoái vị gần nhất của Nhật Bản diễn ra cách đây 200 năm vào Thời kỳ Edo, khi Thiên hoàng Quang Cách thoái vị và nhường ngôi cho con trai là Nhân Hiếu, trong khi ông được nhận một danh hiệu cao hơn.

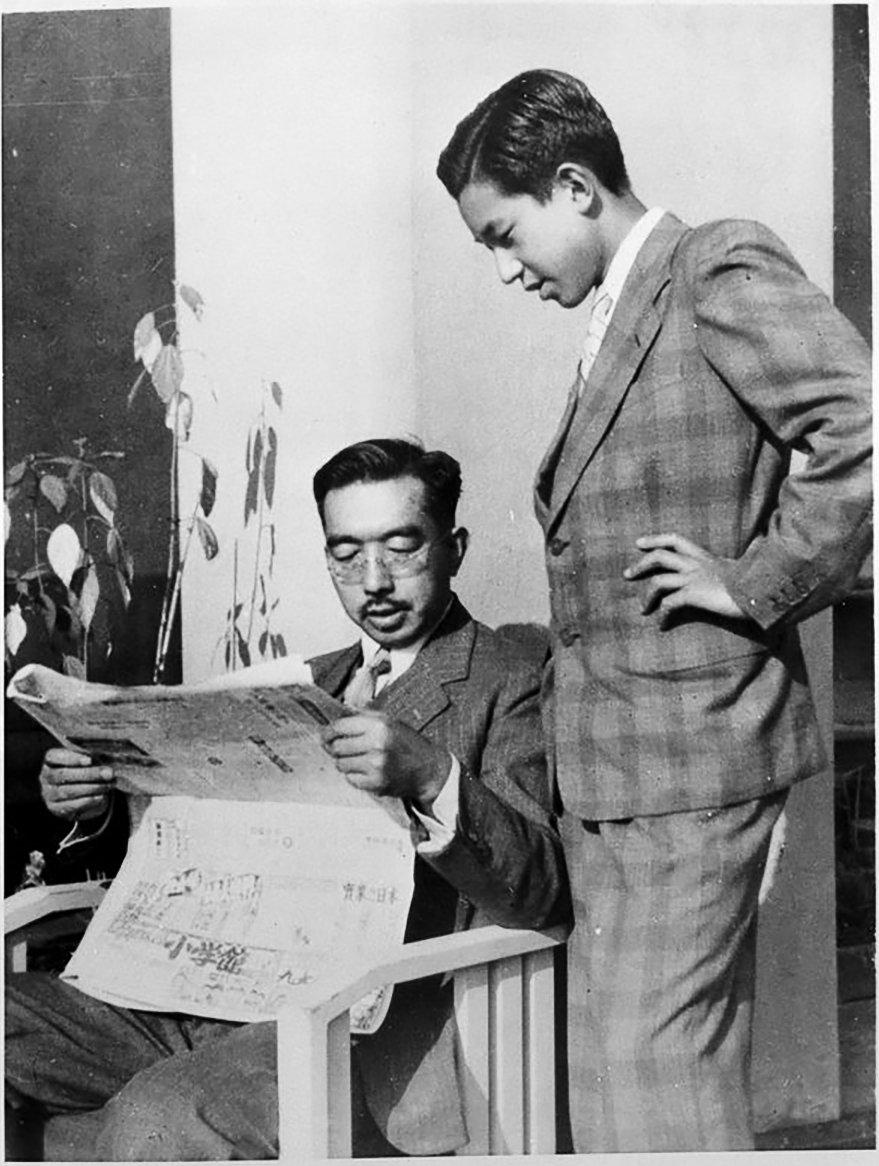
Hoàng Thái tử và vua cha Hirohito năm 1952

Sinh năm 1933, Akihito là con thứ năm và là con trai đầu của Thiên hoàng Chiêu Hòa và Hoàng hậu Kōjun. Trong Chiến tranh thế giới thứ hai, ông rời khỏi Tokyo cùng các bạn cùng lớp và ở lại Nikkō cho đến năm 1945. Năm 1952, lễ Trưởng thành và lễ tấn phong thái tử của ông được tổ chức. nắm giữ, và ông bắt đầu đảm nhận các nhiệm vụ chính thức với tư cách là thái tử. Năm tiếp theo, ông thực hiện chuyến hành trình đầu tiên ra nước ngoài và đại diện cho Nhật Bản tại Lễ đăng quang của Elizabeth II, Nữ hoàng của Vương quốc Anh. Ông hoàn thành chương trình học đại học vào năm 1956. Vào tháng 4 năm 1959, ông kết hôn với Shōda Michiko, một thường dân; đây là đám cưới hoàng gia đầu tiên được truyền hình trực tiếp tại Nhật Bản, thu hút khoảng 15 triệu người xem. Tcặp vợ chồng này có ba người con: Naruhito, Fumihito và Sayako.
Khi cha ông qua đời vào tháng 1 năm 1989, Akihito kế vị Ngai vàng hoa cúc và trở thành hoàng đế Nhật Bản. lễ đăng quang diễn ra vào năm 1990. Ông đã nỗ lực đưa hoàng gia đến gần hơn với người dân Nhật Bản và đã có chuyến thăm chính thức tới tất cả 40 nước bảy tỉnh của Nhật Bản và đến nhiều [[đảo của Nhật Bản] xa xôi]. Ông rất quan tâm đến đời sống và bảo tồn thiên nhiên, cũng như lịch sử Nhật Bản và thế giới. Akihito thoái vị năm 2019, với lý do tuổi cao và sức khỏe giảm sút, và xưng hiệu là Thượng hoàng (上皇 Jōkō). Ông được kế vị bởi con trai cả của mình, Naruhito. Sau đó, một kỷ nguyên mới, Reiwa (令和), được thành lập. Ở tuổi 91, Akihito là vị Thiên hoàng Nhật Bản có thể kiểm chứng được có thời gian tồn tại lâu nhất trong lịch sử được ghi lại. Trong triều đại của ông, 17 thủ tướng đã phục vụ trong 25 nhiệm kỳ, bắt đầu với Takeshita Noboru và kết thúc với Abe Shinzo.

## Tên gọi
Akihito (明仁 (Minh Nhân)) là húy (tên thật) của ông. Lúc chưa lên ngôi, ông có ngự hiệu là Kế Cung (継宮/ つぐのみや Tsugu-no-miya). Ở Nhật Bản, giống như nhiều nước Á Đông khác thời phong kiến, không bao giờ được phép gọi tên khai sinh của hoàng đế, mà chỉ được phép gọi là Thiên Hoàng bệ hạ (天皇 陛下 Tennō heika). Triều đại của Akihito có niên hiệu là Bình Thành (平成, Heisei), và theo truyền thống, sau khi băng hà, tên của ông sẽ được đổi thành Bình Thành Thiên hoàng (平成天皇, Heisei Tennō) (xem Thụy hiệu), và niên hiệu của triều đại mới sẽ được thành lập. Tuy nhiên từ ngày 1/5/2019, ông đã thoái vị xưng hiệu là Minh Nhân viện (明仁院) và giờ là Thượng Hoàng đầu tiên của Nhật Bản sau 200 năm. Trang web chính của Cung Nội Sảnh ghi thông tin của ông với ngự hiệu Thượng Hoàng bệ hạ (上皇 陛下 Jōkō heika), và báo chí Nhật Bản hiện tại cũng sử dụng cách gọi như vậy.

## Trước khi lên ngôi Thiên hoàng

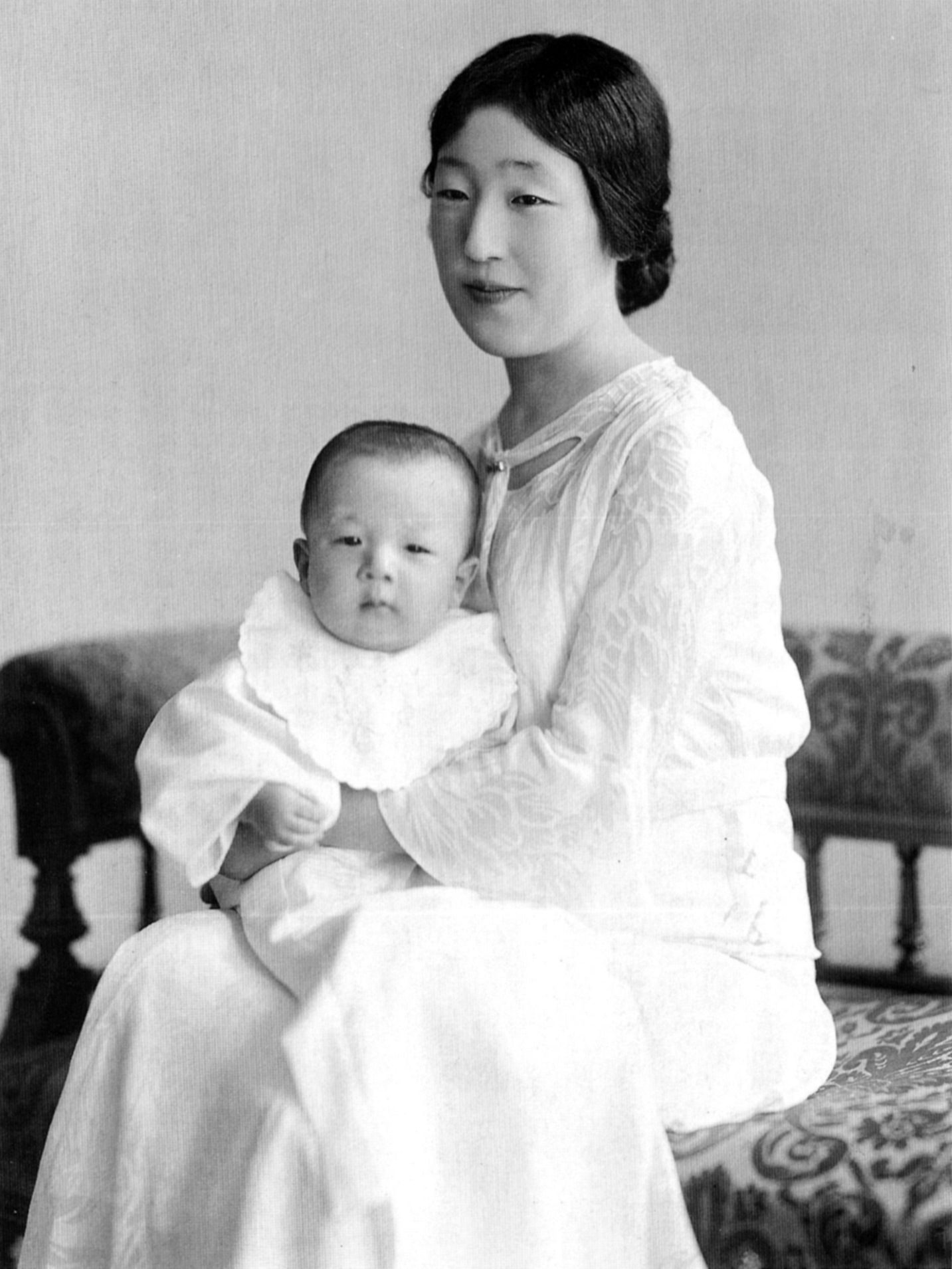
Akihito một tuổi cùng mẹ Hoàng hậu Kōjun, 1934

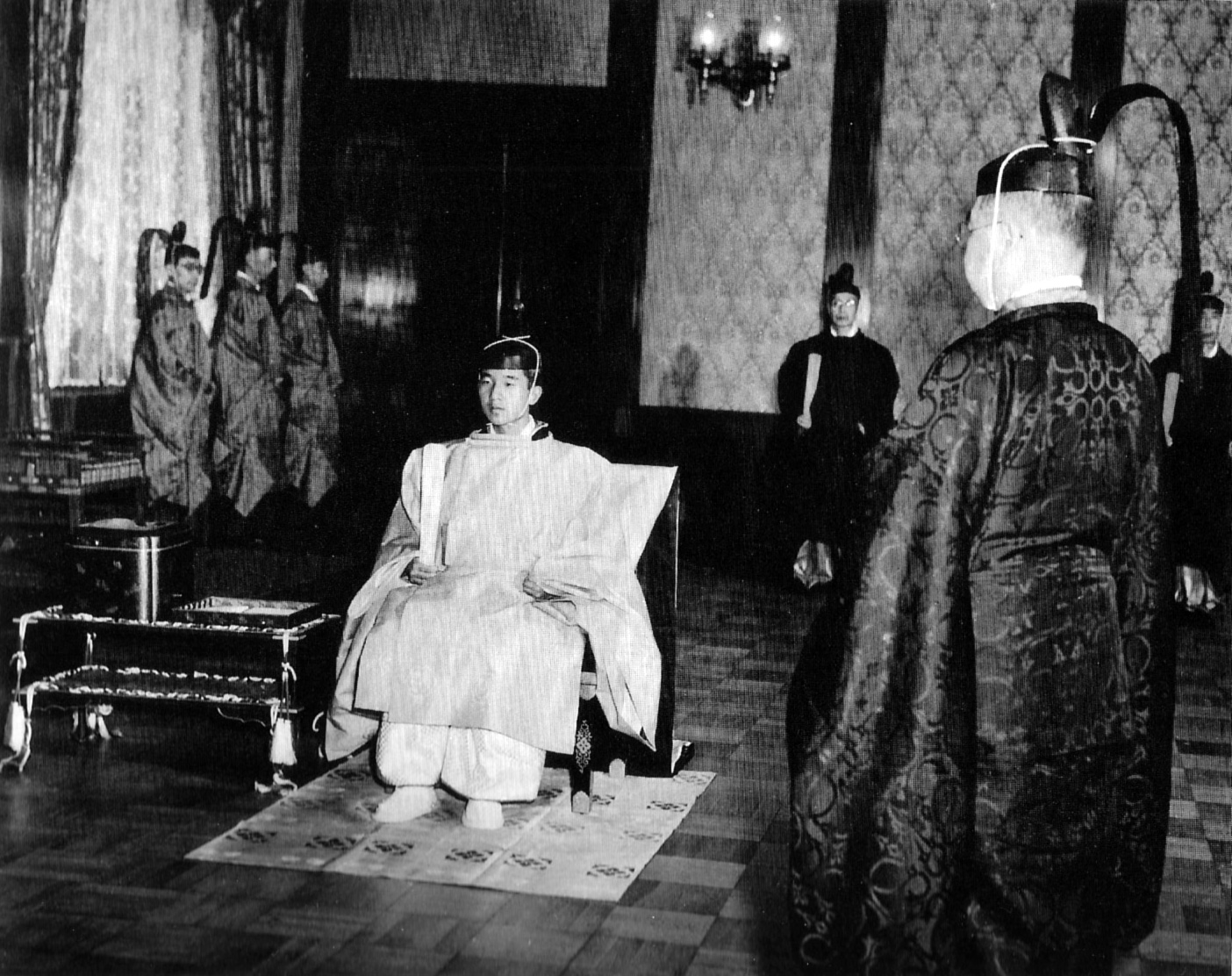
Akihito tại lễ tấn phong của Thái tử năm 1952

Akihito là con trai trưởng và là người con thứ năm của Thiên hoàng Chiêu Hòa (Hirohito) và Hoàng hậu Hương Thuần (Kuni Nagako). Lúc thiếu thời (1940-52), hoàng gia bổ quan giáo thụ dạy dỗ riêng cho thái tử cho đến khi nhập học trung học tại Gakushuin (学習院: Học Tập Viện) - trường sở dành riêng cho tầng lớp quý tộc Nhật Bản. Khác với thông lệ tiền triều, vua Chiêu Hòa không bổ nhiệm Akihito vào quân đội khi xong trung học.
Tháng 3 năm 1945, khi Hoa Kỳ ném bom không kích thủ đô Tokyo, ông và em trai, Hoàng tử Masahito, phải sơ tán khỏi kinh kỳ. Đệ nhị Thế chiến kết thúc; Nhật Bản bị Hoa Kỳ chiếm đóng. Akihito theo học Anh văn do Elizabeth Gray Vining - một chuyên viên thư viện - dạy kèm. Ông tốt nghiệp khoa Chính trị của trường Đại học Gakushuin. Ngày 10 tháng 11 năm 1952 (năm Chiêu Hòa thứ 27) Akihito nhận lễ tấn phong Hoàng Thái tử tại Hoàng cung Tokyo. Sang năm sau, Tháng 6 năm 1953, Thái tử Akihito đại diện Nhật Bản tham dự lễ đăng quang của Nữ vương Elizabeth II.

### Thái tử Nhật Bản

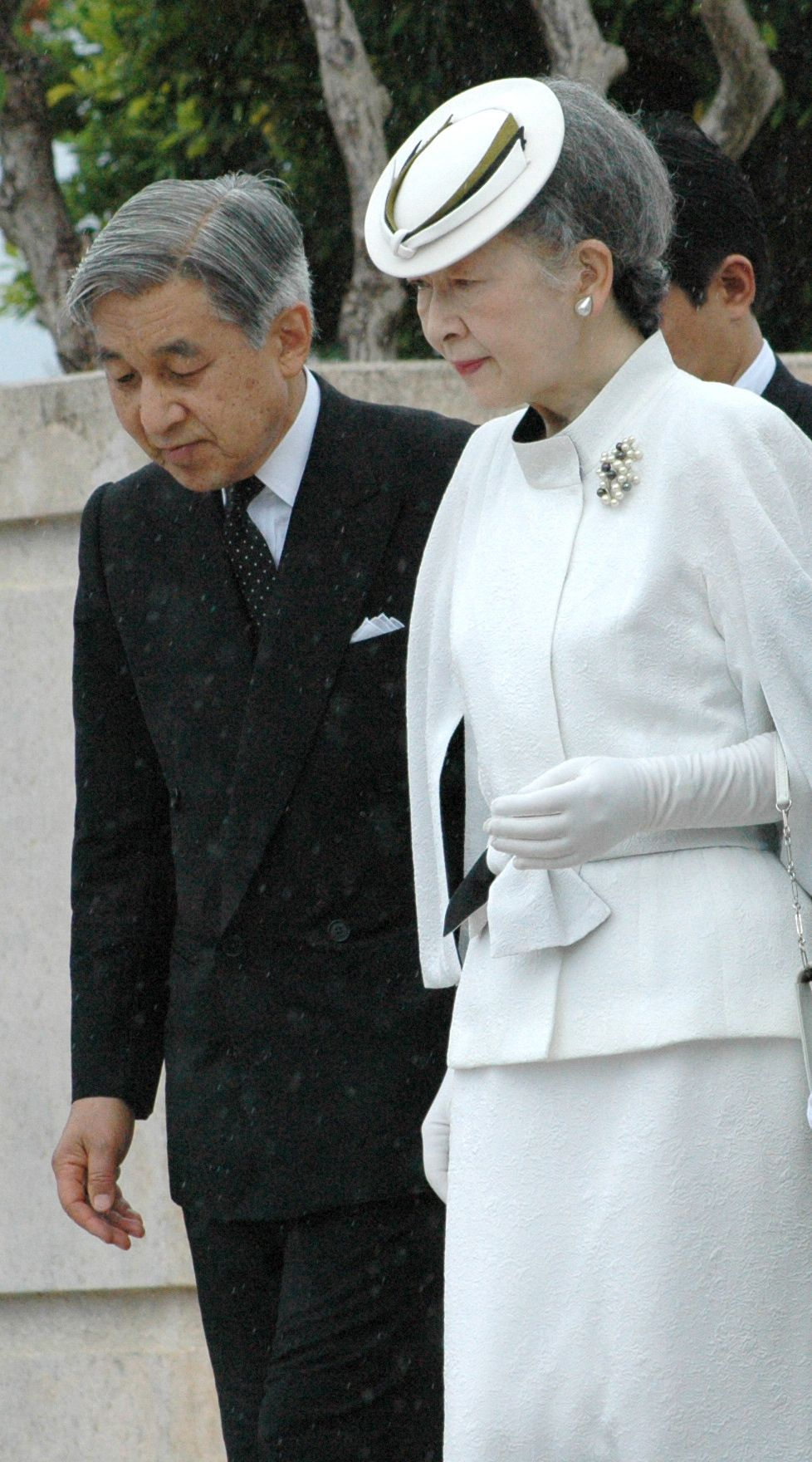
Thiên hoàng Akihito và Hoàng hậu Michiko

Những năm sau đó, Thái tử và vợ là Thái tử phi Michiko lần lượt công du 37 nước trên thế giới để phá bỏ thành kiến Hoàng gia Nhật Bản vô cảm như người máy, tạo bộ mặt mới gần gũi với thần dân Nhật Bản hơn. Sau khi lên ngôi, ông cũng tiếp tục công vụ đó rút ngắn khoảng cách giữa vua chúa và thường dân Nhật Bản. Thiên hoàng và Hoàng hậu đã viếng thăm chính thức 18 quốc gia, cũng như tuần du 47 các phủ huyện Nhật Bản.
Ngày 7 tháng 1 năm 1989, khi vua Chiêu Hòa băng hà. Thái tử Akihito lên ngôi, thành Thiên hoàng thứ 125 của Nhật Bản, nhằm ngày 12 tháng 11 năm 1990 lấy niên hiệu là Bình Thành (Heisei).

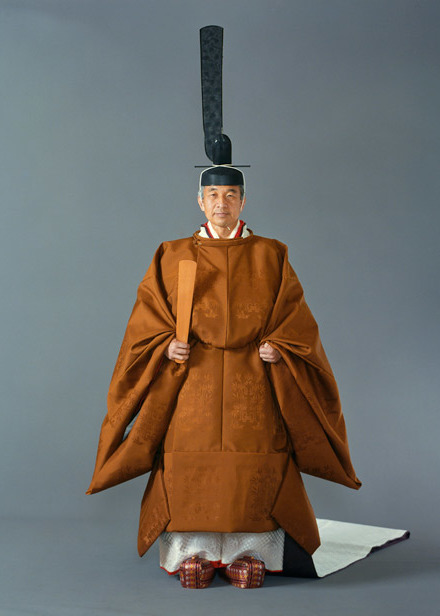
Đức Minh Nhân viện (明仁院) trong Hoàng lô nhiễm ngự bào.

## Thời gian làm Thiên hoàng

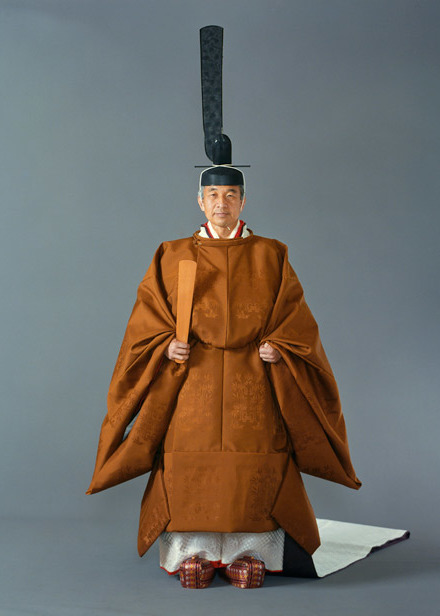
Thiên hoàng Akihito mặc sokutai tại lễ đăng quang vào tháng 11 năm 1990

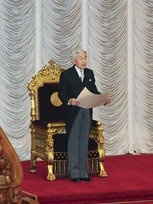
Bài phát biểu từ ngai vàng của Thiên hoàng Akihito tại Quốc hội Nhật Bản (2011)

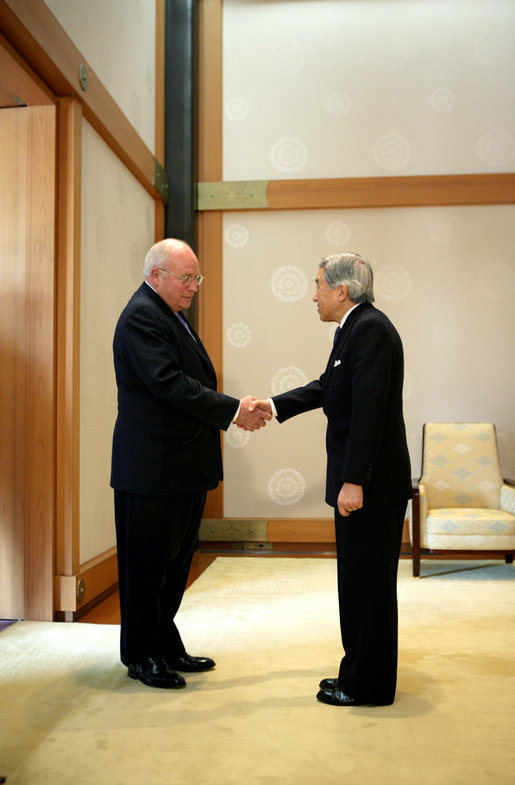
Thiên hoàng Akihito và Phó Tổng thống Hoa Kỳ Dick Cheney trong năm 2007.

Thiên hoàng Akihito đã vài lần công khai xin lỗi các nước châu Á về những tội ác của phát xít Nhật Bản gây ra cho họ trong Chiến tranh thế giới thứ hai, (1939 - 1945) bắt đầu bằng việc xin lỗi Trung Quốc vào tháng 4 năm 1989, ba tháng sau khi vua cha Chiêu Hòa qua đời.
Theo Hiến pháp Nhật Bản, vai trò của Akihito hoàn toàn mang tính chất đại diện và mang tính nghi lễ, thậm chí không có vai trò danh nghĩa trong chính phủ; quả thực, ông không được phép đưa ra những tuyên bố chính trị. Ông bị giới hạn quyền hành động trong các vấn đề nhà nước như được quy định trong Hiến pháp. Ngay cả trong những vấn đề đó, ông vẫn bị ràng buộc bởi các yêu cầu của Hiến pháp và lời khuyên mang tính ràng buộc của Nội các. Ví dụ, trong khi chính thức bổ nhiệm Thủ tướng, ông được yêu cầu bổ nhiệm người do Quốc hội chỉ định.
Mặc dù bị hạn chế nghiêm ngặt bởi quan điểm hiến pháp của mình, ông cũng đưa ra một số tuyên bố bày tỏ sự hối hận trên phạm vi rộng đối với các quốc gia Châu Á, vì những đau khổ của họ dưới sự chiếm đóng của Nhật Bản, bắt đầu bằng việc bày tỏ sự hối hận đối với Trung Quốc được đưa ra vào tháng 4 năm 1989, ba tháng sau cái chết của cha ông, Thiên hoàng Chiêu Hòa.
Năm 1998 (năm Bình Thành thứ 10), trong chuyến thăm cấp nhà nước tới Vương quốc Liên hiệp Anh và Bắc Ireland, ông đã được trao tặng Huân chương Garter (The Most Noble Order of the Garter) - huân chương cao nhất của Anh, bản thân Nữ hoàng Anh Elizabeth II cũng nắm giữ huân chương này.. Cho đến nay ông là người ngoài châu Âu duy nhất nhận vinh dự này.
Ngày 23 tháng 12 năm 2001 (năm Bình Thành thứ 13), trong một động thái nhằm xoa dịu căng thẳng giữa mối quan hệ Nhật Bản-Triều Tiên, Thiên hoàng Akihito đã trả lời một cuộc phỏng vấn báo giới trong ngày sinh nhật của mình rằng: theo quan điểm của Thiên hoàng, người Nhật và người Triều Tiên có quan hệ họ hàng gần gũi. Thiên hoàng cho rằng trong Tục Nhật Bản kỷ, thái hậu của Thiên hoàng Hoàn Vũ (736–806) có mối quan hệ huyết thống với Vũ Ninh Vương (501-523), vua của Bách Tế. Thiên hoàng cũng cho rằng trong thời cổ, khi người dân Triều Tiên di cư đến Nhật Bản họ đã truyền thụ nhiều tri thức về văn hóa và khoa học kỹ thuật cho Nhật Bản, và những sự kiện đáng tiếc trong quá khứ như những khoảng thời gian quan hệ Nhật-Triều căng thẳng nên được hai bên tha thứ.
Tháng 6 năm 2005 (năm Bình Thành thứ 17), Thiên hoàng Akihito viếng thăm khu vực Saipan của Hoa Kỳ, nơi diễn ra trận Saipan nổi tiếng kéo dài từ ngày 15 tháng 6 đến ngày 9 tháng 7 năm 1944 (năm Chiêu Hòa thứ 19) cùng với Hoàng hậu Michiko. Trong chuyến thăm, Thiên hoàng nhiều lần đến các đài tưởng niệm chiến tranh để gửi hoa viếng và cầu nguyện cho các vong linh của binh sĩ Nhật Bản, Hoa Kỳ cùng các thường dân Triều Tiên và dân địa phương đã bỏ mạng tại trận đánh này. Đây là lần đầu tiên một Thiên hoàng đi viếng một địa điểm xảy ra chiến tranh nằm ngoài lãnh thổ Nhật Bản. Chuyến viếng Saipan được đông đảo người dân Nhật Bản hoan nghênh như những chuyến viếng thăm các khu tưởng niệm chiến tranh tại Tokyo, Hiroshima, Nagasaki, và Okinawa năm 1995.
Sau khi kế vị ngai vàng, Akihito đã nỗ lực đưa Hoàng gia đến gần hơn với người dân Nhật Bản. Ông và Michiko đã có chuyến thăm chính thức tới 18 quốc gia và tới tất cả 47 Quận của Nhật Bản. Akihito chưa bao giờ đến thăm Đền Yasukuni, tiếp tục cuộc tẩy chay của người tiền nhiệm từ năm 1978, do nơi đây giam giữ tội phạm chiến tranh.
Ngày 6 tháng 9 năm 2006 (năm Bình Thành thứ 18), Thiên hoàng làm lễ chào mừng việc cháu trai của ông là Thân vương Hisahito ra đời. Hisahito là con thứ ba của thứ nam của Thiên hoàng và là hoàng nam có thể thừa kế ngôi vị đầu tiên của gia đình Thiên hoàng trong suốt 41 năm qua (tính từ khi cha của cậu là Thâu Tiểu cung Thân vương Fumihito ra đời). Vì vậy việc Hisahito ra đời làm một cứu cánh lớn của Hoàng gia trước việc chọn người thừa kế ngai vàng Nhật Bản vì cho đến nay, Thái tử chỉ có duy nhất một con gái là Kính cung Ái tử Nội thân vương, mà theo luật lệ thì nữ giới không có quyền thừa kế ngai vàng. Điều này cũng có nghĩa là việc đề xuất thay đổi luật lệ để nữ giới được thừa kế ngai vàng có nhiều nguy cơ bị bác bỏ, mà bản thân nó đã bị đình hoãn khi Hoàng gia công bố việc Thâu Tiểu cung Thân Vương phi Kiko, vợ của Thâu Tiểu cung Thân vương Fumihito mang thai Hisahito vào tháng 2 năm 2006 (năm Bình Thành thứ 18).

Cờ của Thiên hoàng Nhật Bản

Tháng 1 năm 2003 (năm Bình Thành thứ 15), Thiên hoàng Akihito đã phải trải qua một cuộc phẫu thuật vì ung thư tuyến tiền liệt .
Để đối phó với Động đất và sóng thần Tōhoku năm 2011 và Cuộc khủng hoảng hạt nhân Fukushima I, Thiên hoàng đã đưa ra bài pát biểu mang tính lịch sử trên truyền hình kêu gọi người dân của mình đừng từ bỏ hy vọng và giúp đỡ lẫn nhau.
Ngày 8 tháng 8 năm 2016, trong bài phát biểu phát sóng truyền hình quốc gia, Nhật hoàng Akihito đã tỏ ý định rõ ràng về việc thoái vị vì tuổi cao sức yếu. Tuy nhiên, ông chưa thể dễ dàng trao lại vương quyền cho hoàng thái tử vì luật pháp Nhật Bản hiện không có quy định về việc thoái vị. Đây là một đoạn video hiếm hoi của Nhật hoàng Akihito phát biểu trên truyền hình với thần dân. Trong thời gian trị vì 28 năm, Nhật hoàng mới chỉ một lần phát biểu với hình thức này vào tháng 3 năm 2011, sau thảm họa Động đất và sóng thần Tōhoku 2011. Vào ngày 19 tháng 5 năm 2017, dự luật cho phép Akihito thoái vị đã được Nội các Nhật Bản ban hành). Vào ngày 8 tháng 6 năm 2017, Quốc hội Nhật Bản đã thông qua nó, từ đó nó được gọi là Luật thoái vị của Thiên hoàng. Điều này bắt đầu sự chuẩn bị của chính phủ để giao lại vị trí cho Naruhito.
Ngày 30 tháng 4 năm 2019, Thiên hoàng Akihito bắt đầu các nghi thức thoái vị tại một đền thờ Thần đạo -  Đền thờ Kashikodokoro để báo cáo về việc nghỉ hưu của mình với các vị thần. Chỉ một phần của nghi lễ tại đền thờ được công bố trên truyền thông. Sau khi thoái vị, ngài Akihito sẽ có một cách gọi mới là Thái thượng Thiên hoàng, nhưng ông sẽ không còn nắm giữ những trách nhiệm chính như ký các tài liệu, đón tiếp các đoàn khách nước ngoài, dự các sự kiện chính phủ và thực hiện các nghi lễ trong hoàng cung. Thậm chí cũng không dự nghi lễ kế vị của con trai và gần như biến mất khỏi công chúng. Các hoạt động của cựu Nhật hoàng sẽ mang tính riêng tư để không can thiệp vào triều đại của tân Nhật hoàng. Sau khi thoái vị, Nhật hoàng Akihito sẽ tham gia các hoạt động như đi thăm bảo tàng, xem hòa nhạc hay tiếp tục nghiên cứu loài cá bống mà ông yêu thích.

## Sau khi thoái vị và những năm sau đó
Vào ngày 19 tháng 3 năm 2020, Hoàng đế danh dự Akihito và vợ Thái hậu Michiko đã rời khỏi Cung điện Hoàng gia, đánh dấu lần xuất hiện trước công chúng đầu tiên của họ kể từ khi thoái vị. Vào ngày 31 tháng 3, họ chuyển đến Dinh thự Takanawa.
Vào tháng 12 năm 2021, Akihito tổ chức sinh nhật lần thứ 88 (beiju), khiến ông trở thành Thiên hoàng Nhật Bản có thể kiểm chứng được sống lâu nhất trong lịch sử được ghi lại. Thói quen hàng ngày của ông được cho là bao gồm đi dạo buổi sáng và buổi tối với vợ, đọc sách và thăm viện sinh học hoàng gia.
Vào tháng 8 năm 2023, Akihito và Thái hậu đã đến thăm sân quần vợt, nơi họ gặp gỡ và giao lưu lần đầu với các thành viên của tổ chức chịu trách nhiệm bảo trì sân quần vợt. Ngày 23 tháng 12 năm 2023, ông bước sang tuổi 90 đánh dấu việc Akihito là Thiên hoàng đầu tiên của Nhật Bản được kiểm chứng sống qua tuổi 90.

## Gia đình
Ngày 10 tháng 4 năm 1959 (năm Chiêu Hòa thứ 34), ông cưới Michiko Shoda (sinh ngày 24 tháng 10 năm 1934), con gái cả của Hidesaburo Shōda chủ tịch danh dự của công ty Nissing Flour Milling. Bà là thường dân đầu tiên lấy thành viên trong Hoàng gia. Akihito và Michiko Shoda có tất cả ba người con:

### Con trai
- Thiên hoàng Naruhito (sinh ngày 23 tháng 2 năm 1960) (năm Chiêu Hòa thứ 35) - Thiên hoàng
- Thân vương Fumihito (sinh ngày 30 tháng 11 năm 1965) (năm Chiêu Hòa thứ 40) - Thu Tiểu cung

### Con gái
- Nội thân vương Sayako (sinh ngày 18 tháng 4 năm 1969) (năm Chiêu Hòa thứ 44) - vợ Kuroda Yoshiki

## Phả hệ
| Akihito | Tiên đế: Thiên hoàng Chiêu Hòa        | Ông nội: Thiên hoàng Đại Chính                  | Cụ nội: Thiên hoàng Minh Trị                                                                       |
| Akihito | Tiên đế: Thiên hoàng Chiêu Hòa        | Ông nội: Thiên hoàng Đại Chính                  | Bà cụ nội: Danh nghĩa: Chiêu Hiến Hoàng hậu - Thực tế: Bà Naruko Yanagiwara-no-Fujiwara, cung phi. |
| Akihito | Tiên đế: Thiên hoàng Chiêu Hòa        | Bà nội: Trinh Minh Hoàng hậu                    | Cụ nội: Công tước Kujō Michitaka                                                                   |
| Akihito | Tiên đế: Thiên hoàng Chiêu Hòa        | Bà nội: Trinh Minh Hoàng hậu                    | Bà cụ nội: Bà Noma Ikuko, cung phi                                                                 |
| Akihito | Hoàng thái hậu: Hương Thuần Hoàng hậu | Ông ngoại: Hoàng thân Kuniyoshi Kuni            | Cụ ngoại: Hoàng thân Kuni Asahiko                                                                  |
| Akihito | Hoàng thái hậu: Hương Thuần Hoàng hậu | Ông ngoại: Hoàng thân Kuniyoshi Kuni            | Bà cụ ngoại: Bà Isume Makiko, cung phi                                                             |
| Akihito | Hoàng thái hậu: Hương Thuần Hoàng hậu | Bà ngoại: Công chúa Shimazu Chikako của Satsuma | Cụ ngoại: Công tước Shimazu Tadayoshi                                                              |
| Akihito | Hoàng thái hậu: Hương Thuần Hoàng hậu | Bà ngoại: Công chúa Shimazu Chikako của Satsuma | Bà cụ ngoại: Bà Hiro Sumako, cung phi                                                              |